# 印度尼西亞政府
印度尼西亞政府  由三部分組成：行政部門、立法部門和司法部門。

## 歷史

### 自由民主時代（1950-1959）
自由民主時代在1950年印尼聯邦共和國解體後開始，並在1959年因戒嚴令實施及首任總統蘇卡諾（Sukarno）宣佈進入指導民主後終結。這段時間發生了許多重要政治事件，包括1955年萬隆會議，印尼首次全國大選，以及長期的政治動盪。

### 「指導民主」時代
指導民主是印尼在1959年開始的政治制度，直至1966年新秩序時代的開始。指導民主是蘇卡諾總統試圖實現政治穩定的嘗試。他認為西方式的民主制度不適合印尼的情況，取而代之的是一個建基於村民長老的指導，以及傳統的村民討論協商的政治制度。

### 過渡到「新秩序」
1960年代中期，印尼向「新秩序」過渡，走進該國近代史上最動盪的時期之一。蘇卡諾下台，結束其22年的任期。第二任總統蘇哈托 （Suharto）上台，開始了他的的31年任期。
蘇卡諾在執政時依賴平衡印尼軍方及印尼共產黨（PKI）之間的對立來維持權力。然而，到1965年，印共已經滲透到各級政府，打破了長久以來的平衡。
1965年9月30日，六名印尼軍方的最高統帥被9月30日運動 （軍隊內的一個團體）殺害。在幾個小時內，蘇哈托少將動員了服從其命令的部隊控制了雅加達。反共份子與軍隊合作，向全國各地的左翼份子大開殺戒，估計造成約50萬人喪生。印尼共產黨在肅清過程中被摧毀，壓制了共產主義勢力在印尼的蔓延。 
權力被大幅削弱的蘇卡諾被迫將重要的政治及軍事權力轉交給已成為軍方首腦的蘇哈托。1967年3月，印尼國會任命蘇哈托為代理總統。一年後，他被正式任命為總統。蘇卡諾一直被軟禁，指導1970年去世為止。與推行左傾政策的蘇卡諾相反，蘇哈托選擇了親西方的「新秩序」路線，但繼續奉行行蘇卡諾提出的建國五項原則（Pancasila）。

### 「新秩序」時代
新秩序是印尼第二任總統蘇哈托創造的詞語，用以形容1966年他上台時的政權。蘇哈托用這個詞來與他的前任蘇卡諾（Sukarno）的「舊秩序（Orde Lama）來作對比。
在1965年的軍事政變後，政治局勢變得不明朗，但是蘇哈托「新秩序」構想獲得廣泛支持。「66世代」（Angkatan 66 ）代表了新的年輕領導者以及新的思想。在一連串族群及政治衝突造成的政治、經濟崩潰後，「新秩序」致力於維持政治秩序和推動經濟發展。民主參與政策過程的制度被取消。因此，「新秩序」的特點是擁有巨大政治影響力的軍方，官僚化及公司化的政治和社會組織，以及被鎮壓的弱勢反對派。強烈的反共主義貫穿了政權數十年的管治。
然而，在政權末期的短短數年間，政權的盟友許多都離它而去。在1998年印尼革命中促使蘇哈托辭職的民主運動開始凝聚力量。

### 改革時代

地圖顯示了1971年至2014年印尼大選中每個省的投票份額最大的政黨/組織

1998年，受贪污指控的苏哈托下台。後蘇哈托時代在印尼被稱為改革時代（Reformasi）    ，迎來了更加開放和自由的政治及社會環境。
憲法改革進程從1999年持續到2002年，四項憲法修正案均導致重大的變化。 其中包括設立總統和副總統的任期限制，以及制衡權力的措施。最高的國家機構是是人民協商會議（MPR），其職能先前包括選舉總統和副總統 （自2004年以來，總統直接由人民選舉產生）。

修憲前後的印尼政治制度

擁有695名成員的人民協商會議包括人民代表委員會（DPR）的550名成員（眾議院），以及26個省議會選舉產生的130名「地區代表」和社會團體的65名任命成員。
人民代表委員會是最高的立法機構，最初有462名成員經選舉產生，38名成員經軍隊和警察任命。 2004年起，軍隊和警察在人民代表委員會的代表權被取消；社會團體在代表權也在2004年被取消。  人民協商會議及人民代表委員會曾經是橡皮圖章，但它現時已經獲得相當強大的力量監督行政部門。
1999年6月的大選產生了40多年來第一個自由選舉產生的國家、省和地區議會。2004年和2009年舉行了進一步的民主選舉，意味著印尼的民主發展開始成熟。

## 分支

### 行政部門
| 職位 | 名稱              | 所屬政黨     | 就任日期       |
| ---- | ----------------- | ------------ | -------------- |
| 總統 | 普拉博沃·苏比延多 | 大印尼运动党 | 2024年10月20日 |

總統和副總統由公民投票選出，任期五年。在2004年之前，它們是由人民協商會議選出的。上一次總統、副總統選舉於2024年2月14日。
印度尼西亞總統為直接選舉，任期最長為兩個五年任期。總統是國家元首及軍隊總司令，並負責國內治理，決策和外交事務。總統有權任命內閣協助其推行政策。

### 立法部門

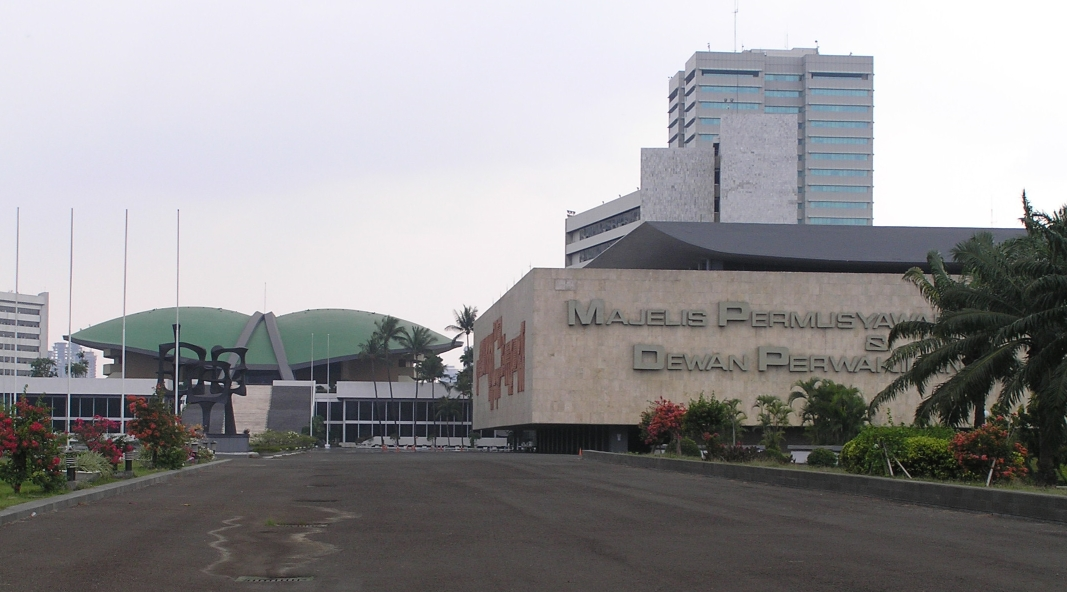
國會大樓

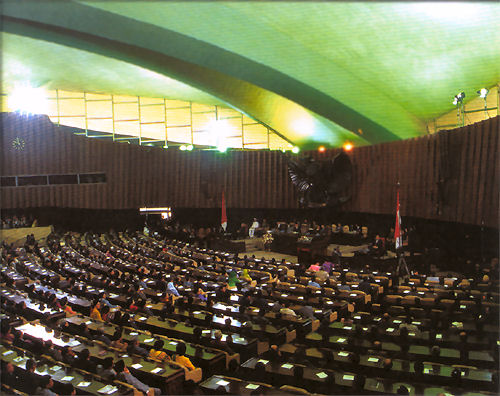
會議廳

人民協商會議是印度尼西亞的立法部門。 人民協商會議由兩院組成：人民代表委員會和地區代表委員會。人民代表委員會議員經普選產生，印尼34個省的每個省都有4名議員的名額。委員會擁有大部分立法權，因為它是唯一可通過法律的機構。 地區代表委員會是人民代表委員會的補充機構：它可以提出法案，發表意見並參與討論，但沒有法律權力。人民協商會議可以修改憲法，批准總統就職，或進行彈劾程序。當人民協商會議行使這些職能時，只需將兩院的成員合併即可。  

### 司法部門
印尼最高法院是司法部門的最高級別，其法官由總統任命。憲法法院負責裁決憲法和政治事務，而司法委員會則負責監督法官。 

### 國家審計員
印尼審計委員會 負責監察中央政府，地方政府，其他國家機構，印度尼西亞銀行，國有和市政企業，公共機構等的財務管理和問責制度。